# بريمونيدين
بريمونيدين (بالإنجليزية: Brimonidine)‏ هو دواء يستخدم لعلاج الجلوكوما أو الزَّرَق مفتوح الزاوية، وارتفاع ضغط دم العين، والوردية. ويُستخدم لتحسين الاحمرار لدى المصابون بمرض العد الوردي. يُستخدم كقطرات للعين أو يوضع على الجلد.
تشمل الآثار الجانبية الشائعة عند استخدامها في العين الحكة والاحمرار وجفاف الفم. وعند استخدامه على الجلد الاحمرار والحرقان والصداع، ومن الآثار الجانبية الأكثر أهمية ردود الفعل التحسسية وانخفاض ضغط الدم. ويُصنف بأنه آمن للاستخدام أثناء الحمل. وعند وضعه على العين يعمل على تقليل كمية الخلط المائي الناتج، وعند وضعه على الجلد يعمل على تقلص الأوعية الدموية.
تم تسجيل براءة اختراع بريمونيدين في عام 1972 وبدأ استخدامه الطبي عام 1996، وكان في المرتبة 167 في قائمة الأدوية الأكثر شيوعًا في الولايات المتحدة في عام 2017 بأكثر من ثلاثة ملايين وصفة طبية.